# Озон (деревня)
Озон — деревня в Кезском районе Удмуртской республики.

## География
Находится в северо-восточной части Удмуртии на расстоянии приблизительно 18 км на запад-юго-запад по прямой от районного центра поселка Кез на правом берегу реки Чепца.

## История
Известна с 1873 года как починок Озонской (Озон, Сыгивож) с 7 дворами. В 1905 году 24 двора, в 1924 — 39. С 1932 года деревня. До 2021 года входила в состав Чепецкого сельского поселения.

## Население
Постоянное население составляло 65 человек (1873), 202 (1905), 238 (1924, все удмурты), 365 человек в 2002 году (удмурты 79 %), 313 в 2012.